# إبراهيم شوقي باشا
الدكتور إبراهيم شوقي باشا هو أستاذ طب أطفال مصري، كان عميدًا لكلية طب قصر العيني، كما كان وزيرًا للصحة العمومية لفترة وجيزة (من 24 يوليو إلى 7 سبتمبر 1952) في أول وزارة تشكلت بعد حركة الجيش في يوليو 1952 برئاسة علي ماهر باشا.
حصل الدكتور إبراهيم شوقي على رتبة الباشوية في 15 ديسمبر 1949.

## حياته ونشأته
تخرج الدكتور إبراهيم شوقي في مدرسة الطب المصرية (1913)، ونال بعثة علمية إلي بريطانيا حيث تخصص في طب الأطفال، وكان بمثابة أول مَنْ حصلوا على درجات علمية عليا في هذا الفرع، مما أهله لأن يتولى تدريس طب الأطفال وتأسيس المدرسة المصرية في هذا العلم، وقد ترقي في وظائف هيئة التدريس حتي أصبح أستاذاً ورئيساً لقسم الأطفال، ثم نال أعلي الأصوات في انتخابات العمادة (1940)، التي أجريت بعد أن خلا منصب عميد قصر العيني بخروج علي باشا إبراهيم إلي الوزارة فالجامعة، وقد فاز بتسعة وعشرين صوتاً، وتلاه الدكتور سليمان عزمي بواحد وعشرين صوتاً، فالدكتور محمد خليل عبد الخالق بسبعة أصوات، ومع هذا فقد اختير سليمان عزمي عميداً (كان لصاحب القرار أن يختار للعمادة واحداً من أكثر ثلاثة حصولاً علي الأصوات)، وكان تعيين الدكتور سليمان عزمي لثلاث سنوات (أكتوبر 1940 ـ أكتوبر 1943)، وجدد تعيينه بعدها في السادس من نوفمبر 1943 وحتي أحيل إلى التقاعد في نوفمبر 1945، وعندئذ عين الدكتور إبراهيم شوقي عميداً لكلية طب قصر العيني (1945 ـ 1947).

## إنجازه في قصر العيني
وفي أثناء عمله في هيئة التدريس بالكلية تمكن الدكتور إبراهيم شوقي من الاستقلال بقسم الأطفال، كما تمكن من إقناع الدولة بتخصيص مستشفى خاص للأطفال وتجهيز مستشفى أبو الريش الجامعي، وقد تأسس مستشفى أبو الريش في نهاية عشرينيات القرن الماضي على أحدث النظم الطبية بفضل تبرعات الأهالي، حتى إنه كما رويت في مقالات سابقة كان مزوداً منذ ١٩٢٨ بأجهزة التكييف المركزي. كما تمكن من إقرار استقلال علم طب الأطفال كمادة منفصلة في المقررات الدراسية